# Quelone
Na mitologia grega, Quelone (em grego Χελώνη Khelônê, ‘tartaruga’) era uma ninfa — provavelmente uma das oréades — que foi convidada por Hermes juntamente com todos os deuses, homens e animais ao casamento de Zeus e Hera por ordem deste. Quelone recusou-se a comparecer, ficando em casa e mostrando o seu desprezo pelo casamento (ou compareceu e se comportou de forma muito impertinente e desrespeitosa no casamento). Quando Hermes percebeu sua ausência, desceu do Olimpo, despejou água na casa de Quelone (localizado às margens de um rio) com a ninfa dentro e a transformou em tartaruga, condenando-a ao silêncio eterno e a ter que carregar sua casa nas costas, como uma tartaruga ("Khelônê" significa "tartaruga" em grego, a tartaruga era o símbolo do silêncio nos tempos antigos). 